# Tugali colvillensis
Tugali colvillensis es una especie de molusco gasterópodo de la familia Fissurellidae. 

## Distribución geográfica
Se encuentra en Nueva Zelanda